# Куикатекский язык
Куикатекский язык (Cuicatec, самоназвание: nduudu yu) — язык, на котором говорят куикатеки в штате Оахака в Мексике, который связан с миштекским языком. Куикатеки и миштеки проживают в городах Теутила и Тепеуксила. Согласно переписи 2000 года, их насчитывается около 23 000, из которых, по оценкам, около 65% — носители языка.
Название «куикатек» — науатльский экзоним, происходит от [ˈkʷika] «песня» и [ˈteka] «местный житель». Сайт Ethnologue показывает 2 основных диалекта куикатекского языка - теутила и тепеуксила. Как и другие ото-мангские языки, куикатекский язык тоже тональный. Алфавит: A, b, ch, d, e, є, k, l, m, n, ng, ñ, o, p, k, s, t, u, y, (´), 3 тона: высокий (ú), низкий (ū), полутон (ꞌ). Носовой звук обозначается как ⁿ.